# セケル
セケル（Seker）あるいは、ソカル（Sokar）、ソカリス（SokarisまたはSocharis）は、エジプト神話に登場するハヤブサの神。冥界の神であり、芸術の神。そして、死者達の神となった。死者たちに、恨まれて、死した。